# Leucicorus atlanticus
Leucicorus atlanticus är en fiskart som beskrevs av Nielsen, 1975. Leucicorus atlanticus ingår i släktet Leucicorus och familjen Ophidiidae. Inga underarter finns listade i Catalogue of Life.